# Świerklany
Świerklany è un comune rurale polacco del distretto di Rybnik, nel voivodato della Slesia.
Ricopre una superficie di 24,02 km² e nel 2006 contava 11 266 abitanti.